# René Hauzeur
Pour les articles homonymes, voir Hauzeur.
René Hauzeur , 6e dan de judo et 6e dan d'aikido est le président du Budo Council of Belgium - Fédération Belge de Judo.